# NGC 5734
NGC 5734 is een lensvormig sterrenstelsel in het sterrenbeeld Weegschaal. Het hemelobject werd in 1886 ontdekt door de Amerikaanse astronoom Francis Preserved Leavenworth.

## Synoniemen
- ESO 580-16
- MCG -3-38-3
- IRAS 14423-2039
- PGC 52678